# St James's University Hospital
L'hôpital universitaire St James est un hôpital situé à Leeds, dans le West Yorkshire, en Angleterre, et est communément connu sous le nom de Jimmy's. C'est le 8ème plus grand hôpital en termes de capacité d'accueil au Royaume-Uni. Il est administré par le Leeds Teaching Hospitals NHS Trust.
L'hôpital abrite le Leeds Cancer Centre, qui fournit des services d'oncologie spécialisés à Leeds et à la région élargie du West Yorkshire. D'autres services spécialisés basés à St James's comprennent l'hépatologie, la pathologie et l'unité de fibrose kystique.

## Histoire

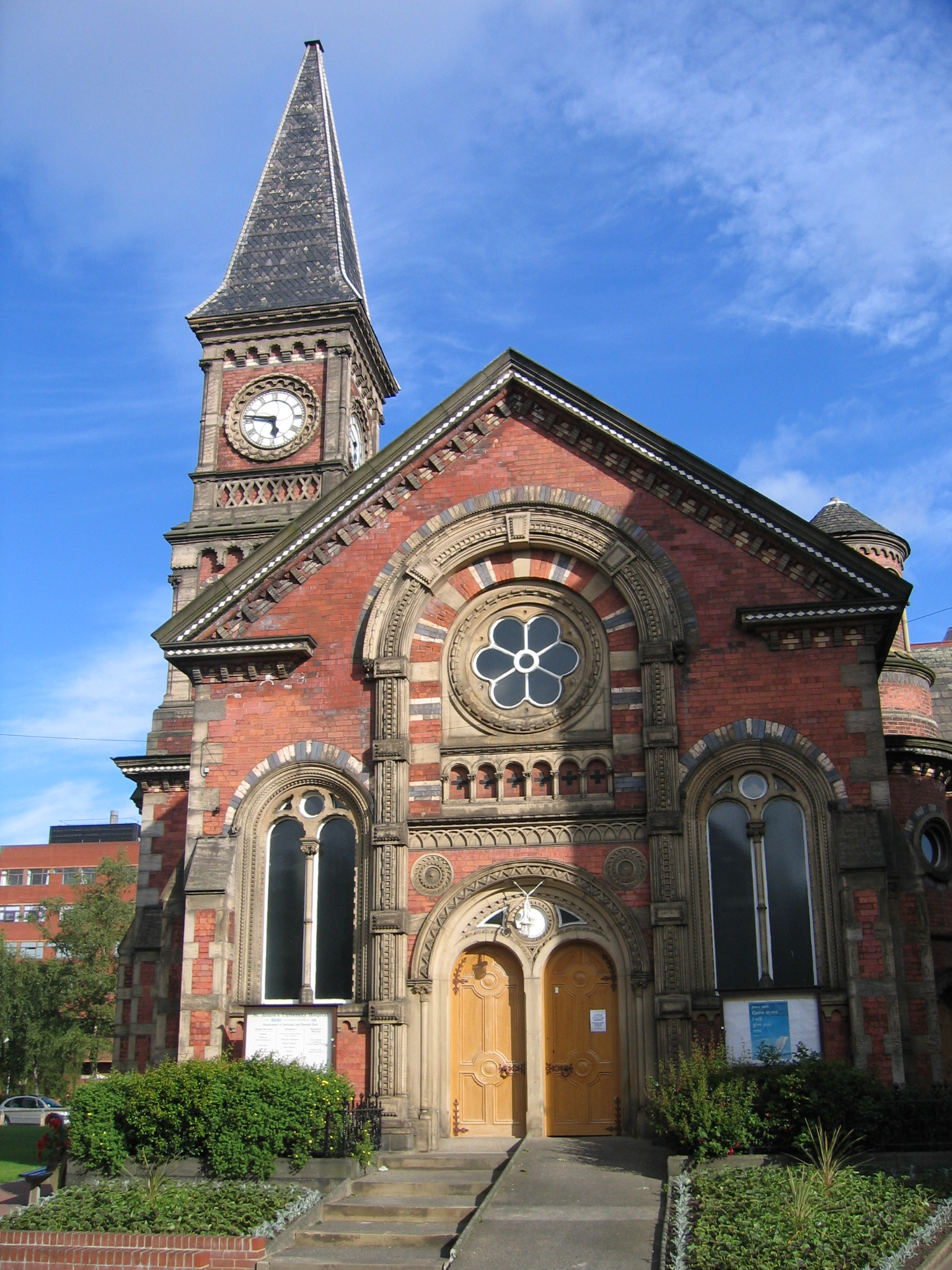
La Chapelle

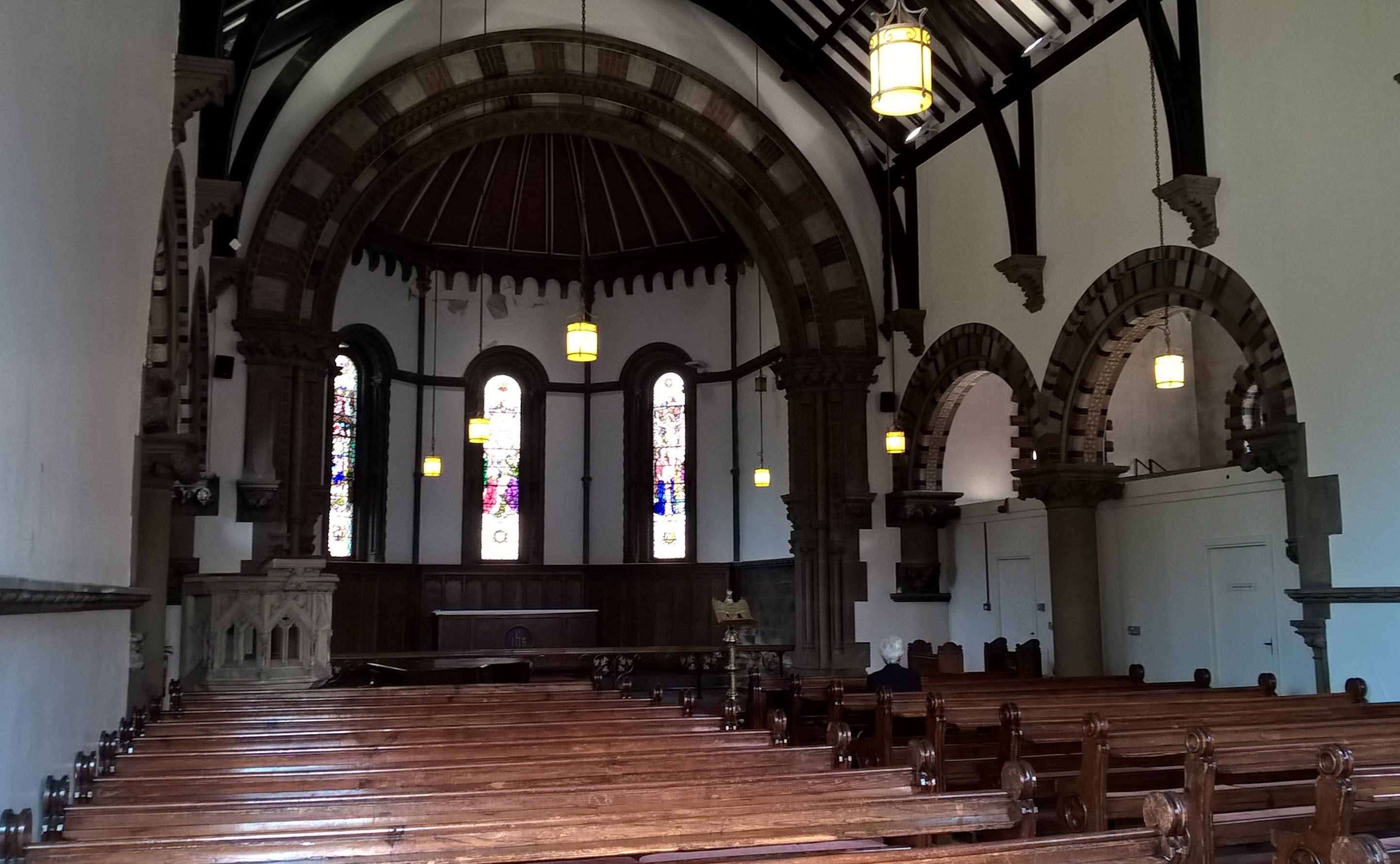
Intérieur de la chapelle

L'hôpital trouve ses origines dans l'école de formation morale et industrielle de Leeds construite en 1848 (qui fait maintenant partie de l'aile Lincoln). Les premiers développements ultérieurs comprenaient le Leeds Union Workhouse (qui abrite aujourd'hui le Thackray Museum of Medicine ) construit en 1858. La chapelle, qui est un bâtiment classé, a été achevée en 1861 par la société Perkin & Beckhouse, de Leeds, et l'infirmerie de l'Union de Leeds (le site de l'actuelle aile Gledhow) a été construite en 1874.
À la fin du XIXe siècle, les installations étaient principalement utilisées pour les soins médicaux des pauvres, plutôt que comme maison de travail. Pendant la Première Guerre mondiale, il se nommait Hôpital militaire d'East Leeds et prenait en charge le personnel des forces armées. À partir de 1881, le surintendant médical de l'infirmerie de l'Union de Leeds était le Dr James Allan. À sa retraite en 1925, l'infirmerie fut rebaptisée Hôpital St James, en son honneur, ainsi qu'en l'honneur de Sir James Ford, du Conseil des gardiens de Leeds, qui avait supervisé la conversion de l'hospice en hôpital.
L'hôpital s'est agrandi à la suite de la création du National Health Service en 1948 et le site a été réaménagé dans les années 1960. Des accusations ont été portées contre une infirmière diplômée d'État, notamment « agressions ; acte délibéré d'ivresse d'une patiente âgée au moyen d'eau-de-vie qui avait été distribuée au service ; injures contre des patients ; giclée d'alcool de manière malicieuse et malveillante sur le corps de patients âgés afin de leur administrer des décharges électriques ». Il y a également eu des allégations de négligence et d’inefficacité, qui ont été ultérieurement jugées sans fondement.

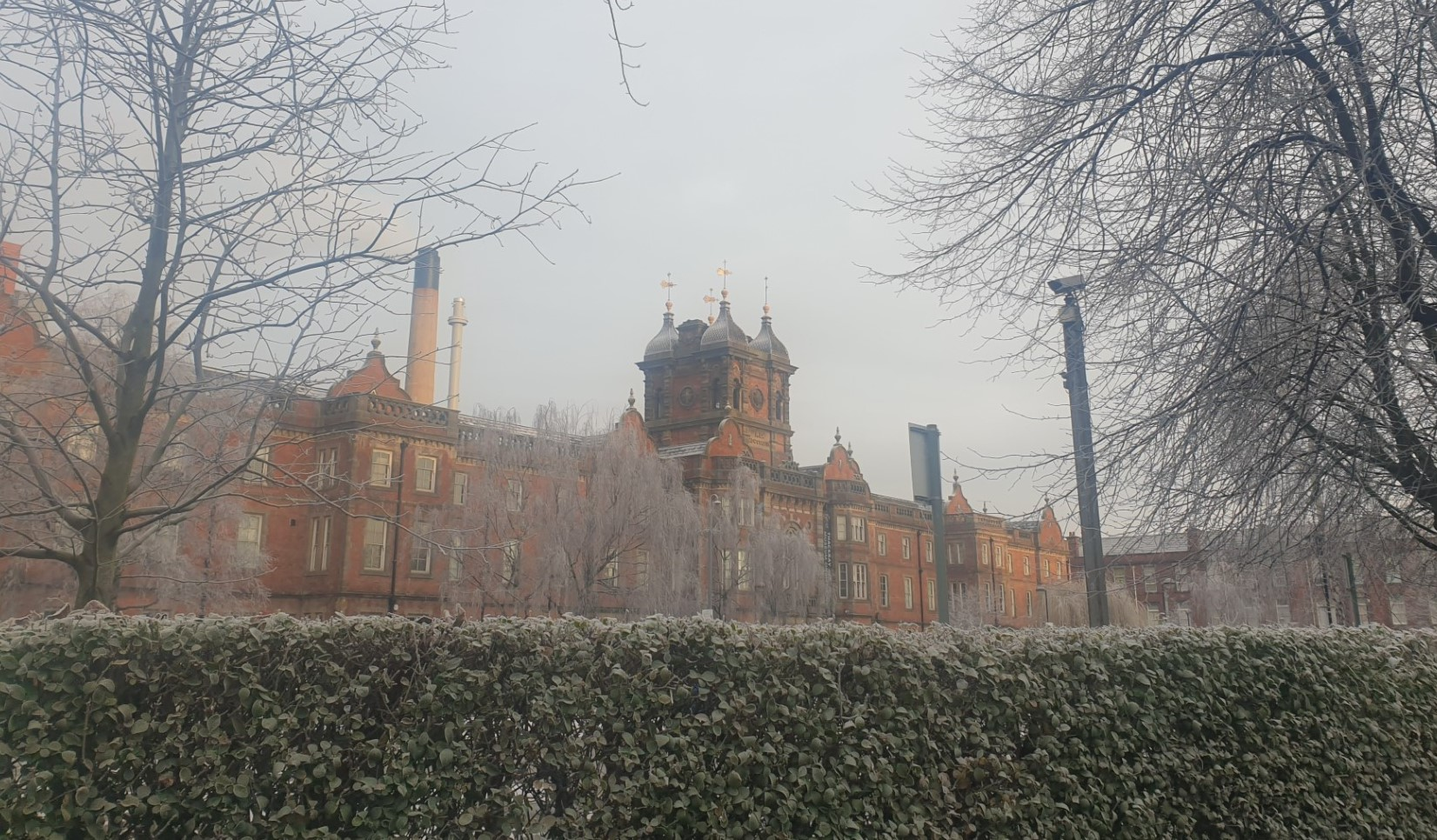
L'ancien bâtiment de la Leeds Union Workhouse, aujourd'hui musée de médecine Thackray

En 1970, à la suite de l'agrandissement de la faculté de médecine de Leeds, elle a été rebaptisée hôpital universitaire St James. L'aile du chancelier, qui comprenait un nouveau service des urgences, a été inaugurée par la chancelière de l'Université de Leeds, la duchesse de Kent, en février 1972.
Un nouveau bâtiment d'oncologie, l'aile Bexley, contenant l'Institut d'oncologie St James (y compris le Centre Gamma Knife) a été inauguré en 2004. Il a été conçu par Anshen &amp; Allen et construit par Bovis Lend Lease pour un coût de 265 millions de livres sterling et a accueilli ses premiers patients en décembre 2007. Il a été officiellement inauguré par la princesse royale le 17 juillet 2008. Le bâtiment est l'un des plus grands centres de cancérologie d'Europe, avec 1 600 employés et 350 lits.
Depuis 2010, tous les services pour enfants sont regroupés à l' infirmerie générale de Leeds dans toute la ville, également gérée par le Leeds Teaching Hospitals NHS Trust.
Dans le cadre du programme « Hôpitaux du futur » des hôpitaux universitaires de Leeds, le Centre de médecine de laboratoire a ouvert ses portes en septembre 2023 à l'hôpital. Elle fournit des services de pathologie spécialisés aux hôpitaux de la West Yorkshire Association of Acute Trusts (WYAAT).

## Meurtre de deux patients par un médecin
En 2002, un infirmier tueur en série nommé Colin Norris, qui travaillait dans le service d'orthopédie de l'hôpital, a tué de sang-froid deux de ses propres patients. Il avait été transféré à St James depuis l'infirmerie générale de Leeds, où il s'est avéré plus tard qu'il avait déjà assassiné deux patients et tenté d'en tuer un autre. Il a été arrêté après que la docteure Emma Ward ait ordonné des analyses de sang sur la victime Ethel Hall, qui, malgré une fracture de la hanche, était tombée inexplicablement dans un coma hypoglycémique, les analyses révélant qu'on lui avait secrètement injecté une énorme quantité d'insuline. L'affaire de Norris a été renvoyée devant la Cour d'appel en 2021, où il a été décidé de le remettre en liberté.

## Tentative d'attentat à la bombe en 2023
Le 20 janvier 2023, un étudiant infirmier d'origine pakistanaise du nom de Mohammad Farooq, âgé de 27 ans, a été arrêté après avoir laissé un engin explosif à l'extérieur de la maternité de l'hôpital. Au moment de son arrestation, il a été surpris en possession d'un pistolet semi-automatique Gediz 9 mm PAK. Les procureurs ont ajouté qu'il avait été inspiré par l'islam radical et qu'il avait effectué une « reconnaissance hostile » d'une base de l'armée britannique les 10 et 18 janvier 2023 après avoir effectué des recherches en ligne et qu'il avait l'intention de mener une attaque de « loup solitaire ». Il a été accusé d'avoir mené une action dans l'intention de commettre des actes de terrorisme entre le 12 juillet 2022 et le 20 janvier 2023.

## Installations
Tous les bâtiments de l'hôpital, à l'exception de l'aile du chancelier, qui doit son nom à la duchesse de Kent, ancienne chancelière de l'université de Leeds, portent le nom des rues environnantes de la banlieue de Leeds, Harehills : 
- Aile Beckett – Soins aux personnes âgées
- Aile Bexley – Oncologie
- Aile Gledhow
- Aile Lincoln
- Aile du chancelier

L'hôpital est l'un des six centres qui pratiquent des transplantations hépatiques. St James's a été le lieu de la première transplantation hépatique à partir d'un donneur vivant du NHS. L'Université de Leeds est très présente sur le site de l'hôpital St James avec un nouveau centre de médecine moléculaire, le bâtiment Wellcome Trust Brenner. Il existe une unité de fibrose kystique remarquable dans l'aile Gledhow qui offre des services spécialisés aux patients hospitalisés et ambulatoires ainsi que des recherches, et qui dispose de ses propres directives de méthode de gestion appelées « méthode de gestion de la fibrose kystique de Leeds ». Le musée de médecine Thackray jouxte le site de l'hôpital et est situé dans l'ancien bâtiment principal classé Grade II du Leeds Union Workhouse.

## Jimmy's
La renommée de l'hôpital universitaire St James provient en partie de sa large couverture télévisée dans la série documentaire également intitulée Jimmy's, produite par Yorkshire Television (YTV) entre 1987 et 1996 pour ITV.

## Bâtiments principaux

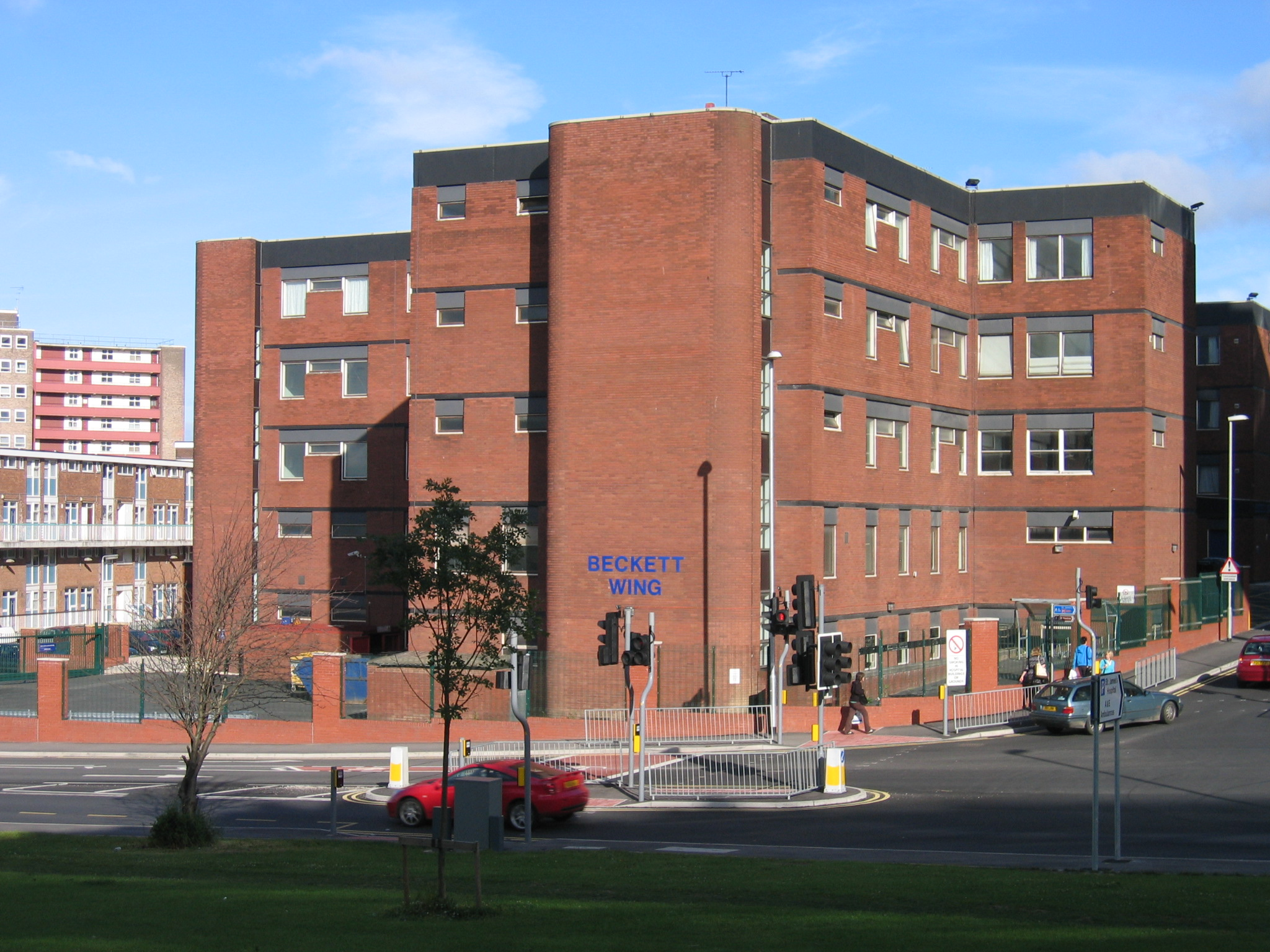
Aile Beckett
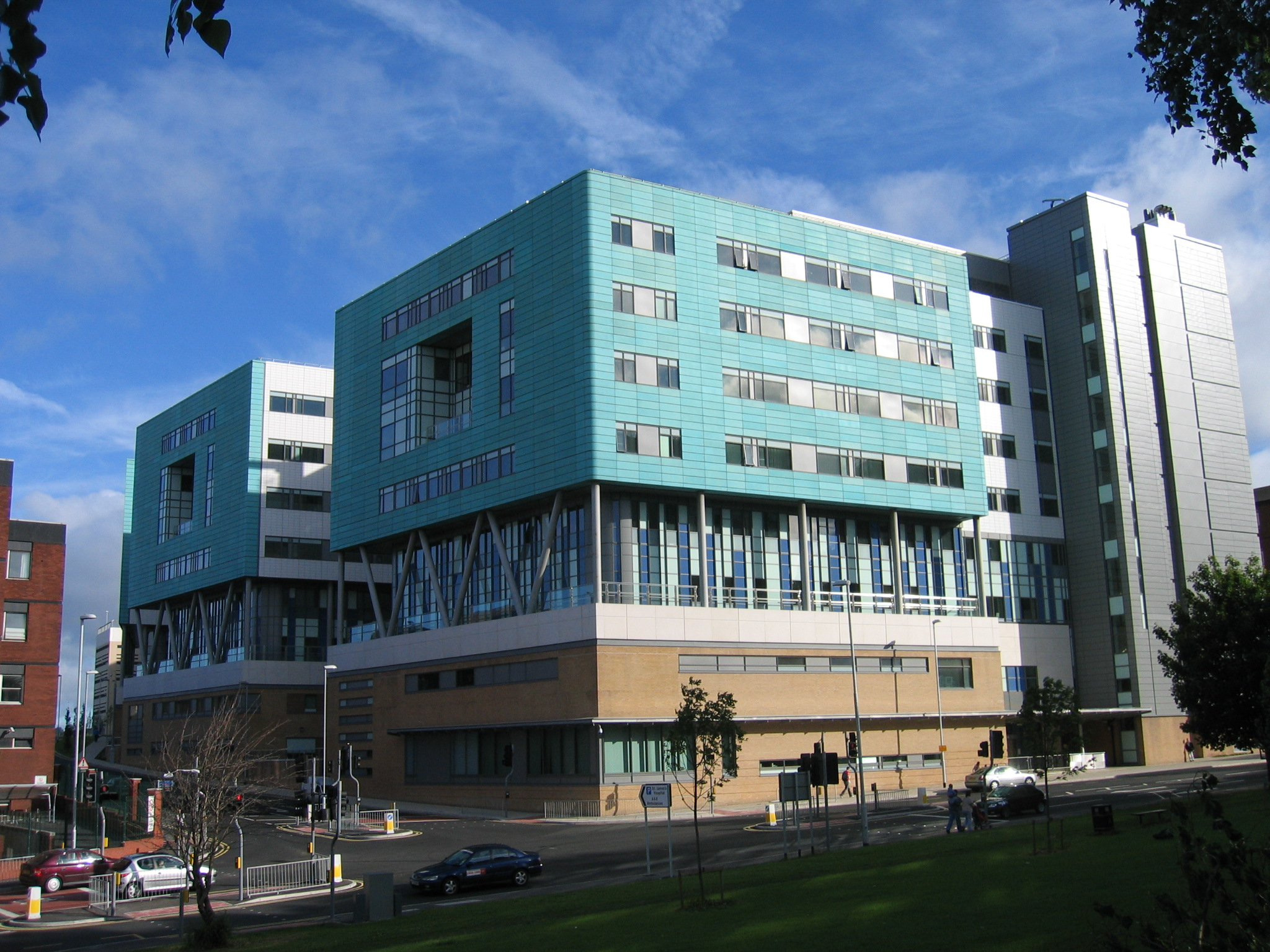
Centre de cancérologie de Leeds (aile Bexley)
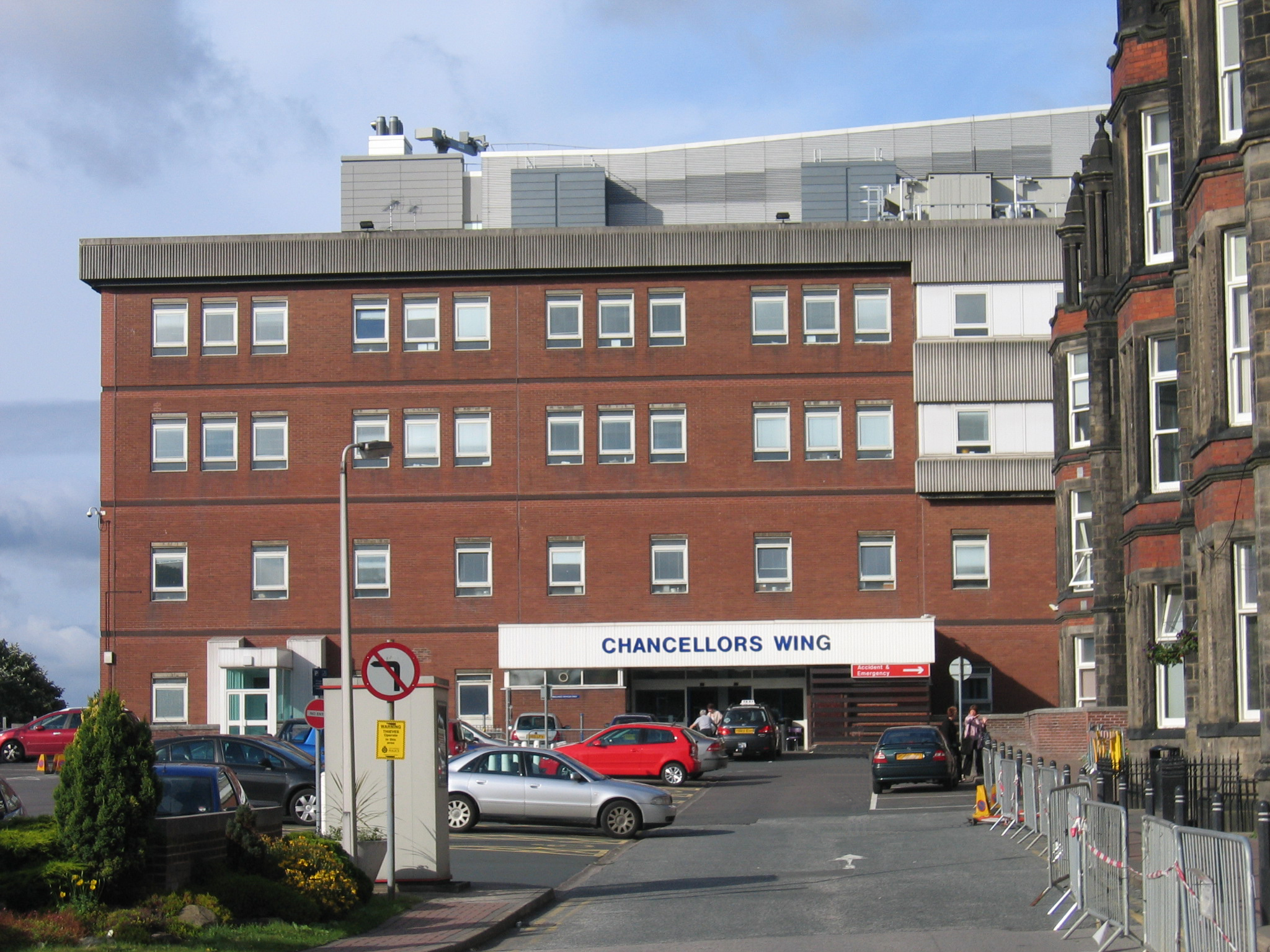
Aile du chancelier
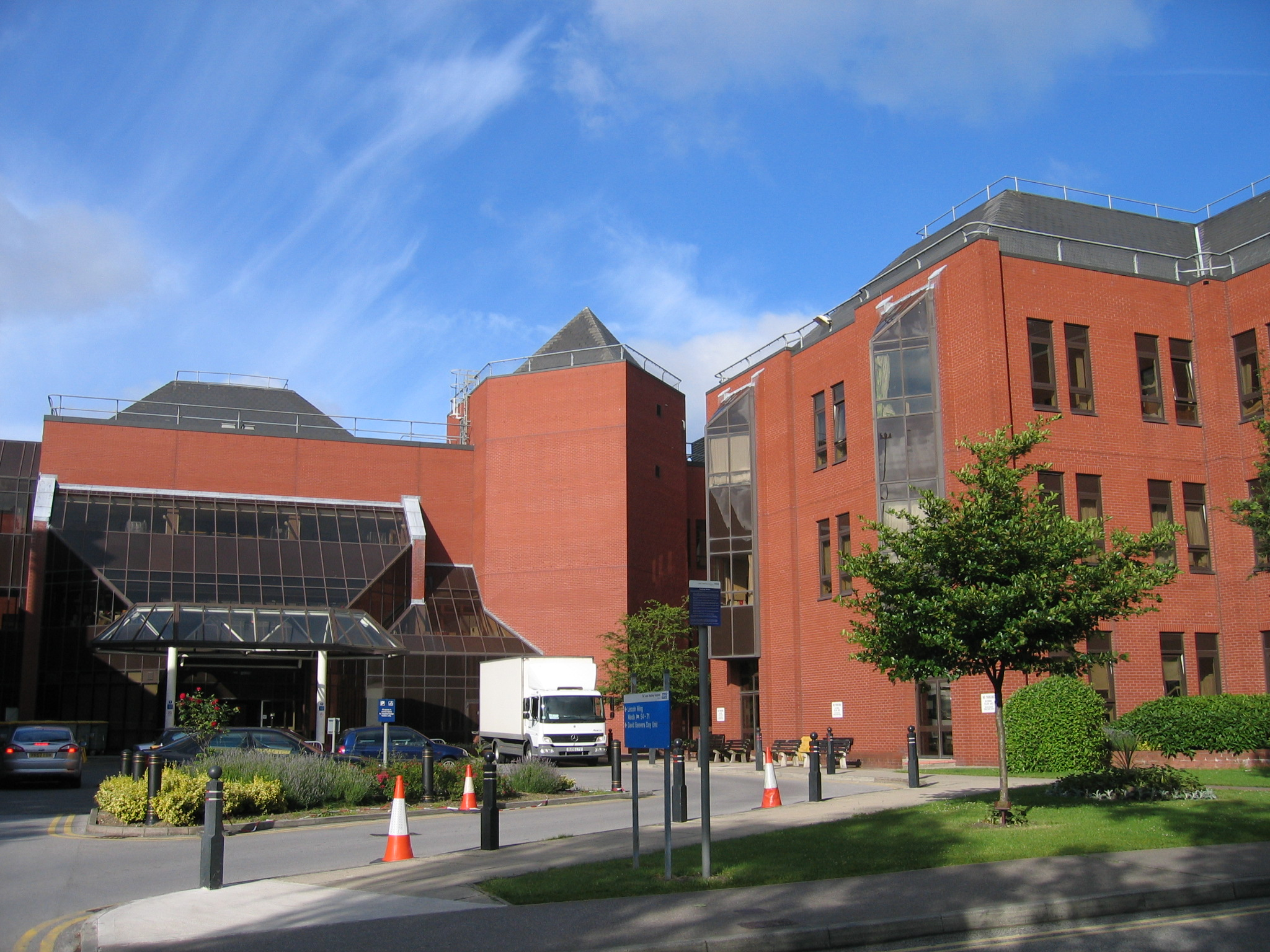
Aile Lincoln
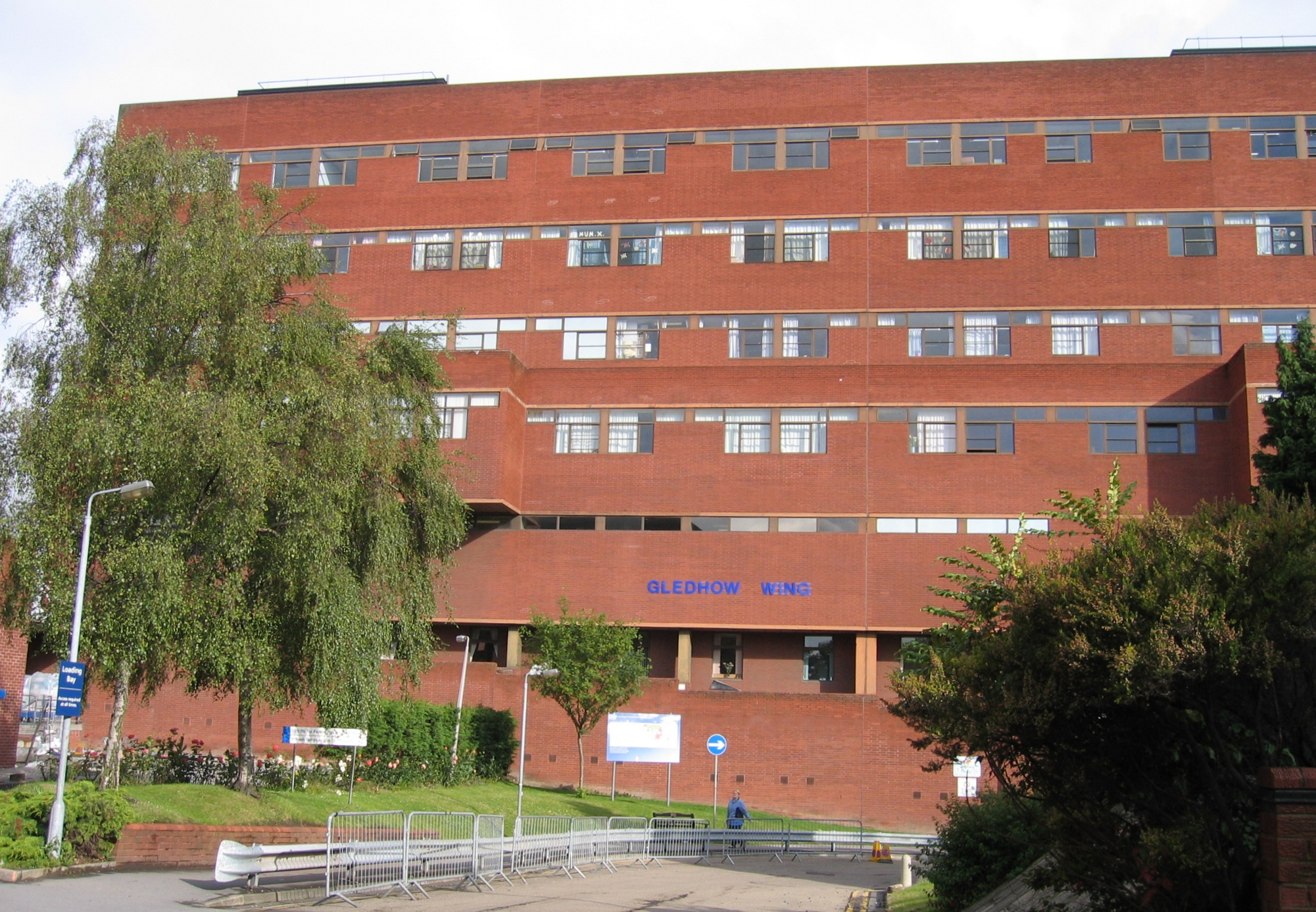
Aile Gledhow
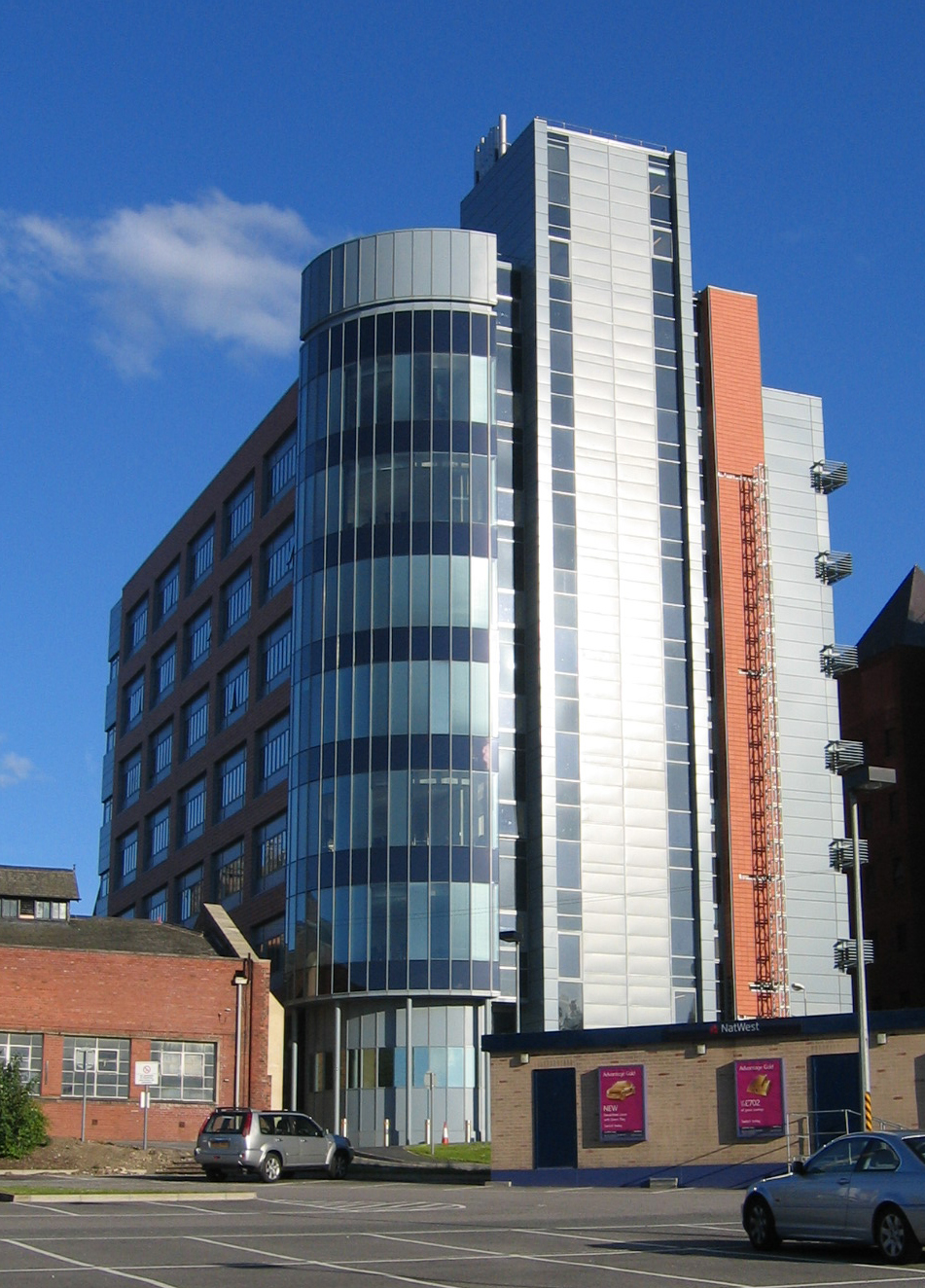
Bâtiment Brenner du Wellcome Trust
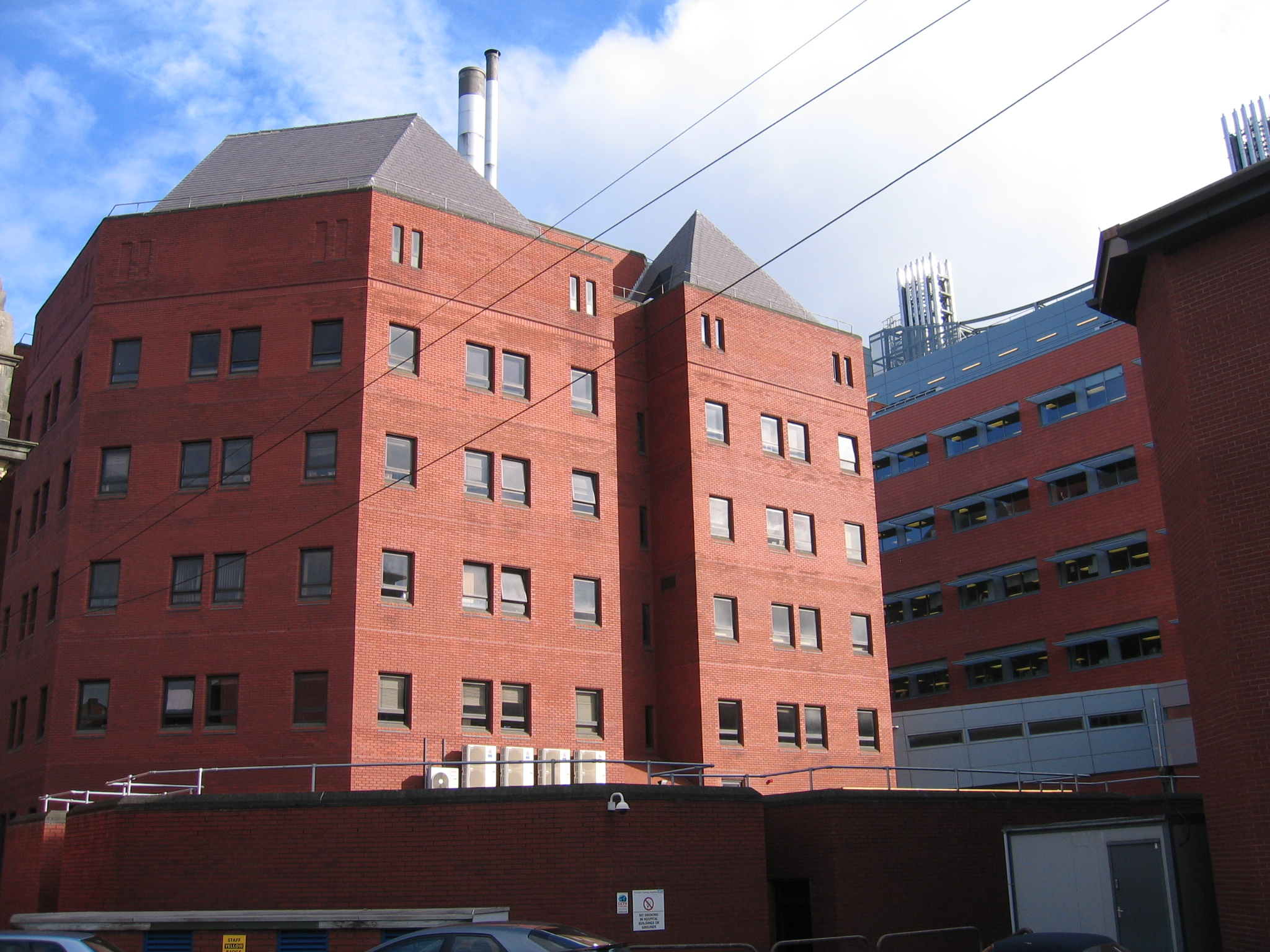
Bâtiment des sciences cliniques